# Pat Ramsey
Patricia Ann Ramsey, detta Pat (Tyler, 1º aprile 1948 – Port Neches, 17 febbraio 2019), è stata una cestista e allenatrice di pallacanestro statunitense.

## Carriera
Con gli Stati Uniti ha disputato i Campionati mondiali del 1971.